# Selmice
Selmice är en ort i Tjeckien.   Den ligger i regionen Pardubice, i den centrala delen av landet, 70 km öster om huvudstaden Prag. Selmice ligger 204 meter över havet och antalet invånare är 114.
Terrängen runt Selmice är platt.Runt Selmice är det ganska glesbefolkat, med 31 invånare per kvadratkilometer. Närmaste större samhälle är Kolín, 17,3 km väster om Selmice. Omgivningarna runt Selmice är en mosaik av jordbruksmark och naturlig växtlighet.